# Appat
Appat (duń. Saunders Ø) – niezamieszkana wyspa u wschodnich wybrzeży Grenlandii położona na Morzu Baffina. Powierzchnia wyspy wynosi 210,9 km², a długość jej linii brzegowej to 69 km.